# Лабитнангський міський округ
Лабитна́нгський міський округ (рос. Лабытнангский городской округ) — адміністративна одиниця Ямало-Ненецького автономного округу Російської Федерації.
Адміністративний центр — місто та єдиний населений пункт Лабитнангі.

## Населення
Населення району становить 26122 особи (2018; 26936 у 2010, 27333 у 2002).
Станом на 2002 рік існувала Лабитнангська міська рада, якій підпорядковувались місто Лабитнангі та Харпівська селищна рада. Місту Лабитнангі напряму підпорядковувались селища Обський та Октябрський, а Харпівській селищній раді — селища Полярний, Полярний Урал та Соб. Пізніше Харпівська селищна рада була віднесена до складу Приуральського району.

## Склад
До складу міського округу входять:
| Населений пункт     | Населення, осіб (2002) | Населення, осіб (2010) | Населення, осіб (2018) |
| ------------------- | ---------------------- | ---------------------- | ---------------------- |
| Обський, селище     | 26                     | -                      | -                      |
| Октябрський, селище | 3                      | -                      | -                      |
| Лабитнангі, місто   | 27304                  | 26936                  | 26122                  |